# Leutershausen
Leutershausen este un oraș din Franconia Mijlocie, landul Bavaria, Germania.